# Цесьле (Нижньосілезьке воєводство)
Цесьле (пол. Cieśle, нім. Zessel) — село в Польщі, у гміні Олесниця Олесницького повіту Нижньосілезького воєводства.
Населення — 368 осіб (2011).
У 1975-1998 роках село належало до Вроцлавського воєводства.

## Демографія
Демографічна структура станом на 31 березня 2011 року:
|          | Загалом | Допрацездатний вік | Працездатний вік | Постпрацездатний вік |
| -------- | ------- | ------------------ | ---------------- | -------------------- |
| Чоловіки | 194     | 33                 | 151              | 10                   |
| Жінки    | 174     | 33                 | 111              | 30                   |
| Разом    | 368     | 66                 | 262              | 40                   |